# Serra d'Espinhaço
La serra d'Espinhaço és una serralada situada a l'altiplà àtlàntic, i s'estén pels estats de Minas Gerais i Bahia. Els terrenys en són del Proterozoic i contenen ferro, manganés, bauxita i or.
Al llarg de la serra d'Espinhaço es feu explotació de mines en el període colonial. I és per això que s'hi formaren els nuclis urbans més importants (Ouro Preto, Sabará, Serro i Sâo João del-Rei, per exemple, entre altres). Les arrels africanes, europees i autòctones es barregen a l'Espinhaço, i deixen marques en els costums i manifestacions culturals dels pobles locals.
El nom li ve donat pel geòleg alemany Wilhelm Ludwig von Eschwege al segle xix. Realitzà les xarxes de drenatge del riu Sâo Francisco i dels rius que corren directament cap a l'Atlàntic. És una reserva mundial de la biosfera, perquè és una de les regions més riques del planeta, gràcies a la seua gran diversitat biològica.
La serra d'Espinhaço fou considerada per l'ONU el 27 de juny de 2005 la setena reserva de la biosfera brasilera, a causa de la gran diversitat de recursos naturals. Més de la meitat de les espècies d'animals i plantes amenaçats d'extinció a Minas Gerais són a la serralada d'Espinhaço, especialment a la serra do Cipó, on es troba el major nombre d'espècies endèmiques de la flora brasilera.

## Geografia

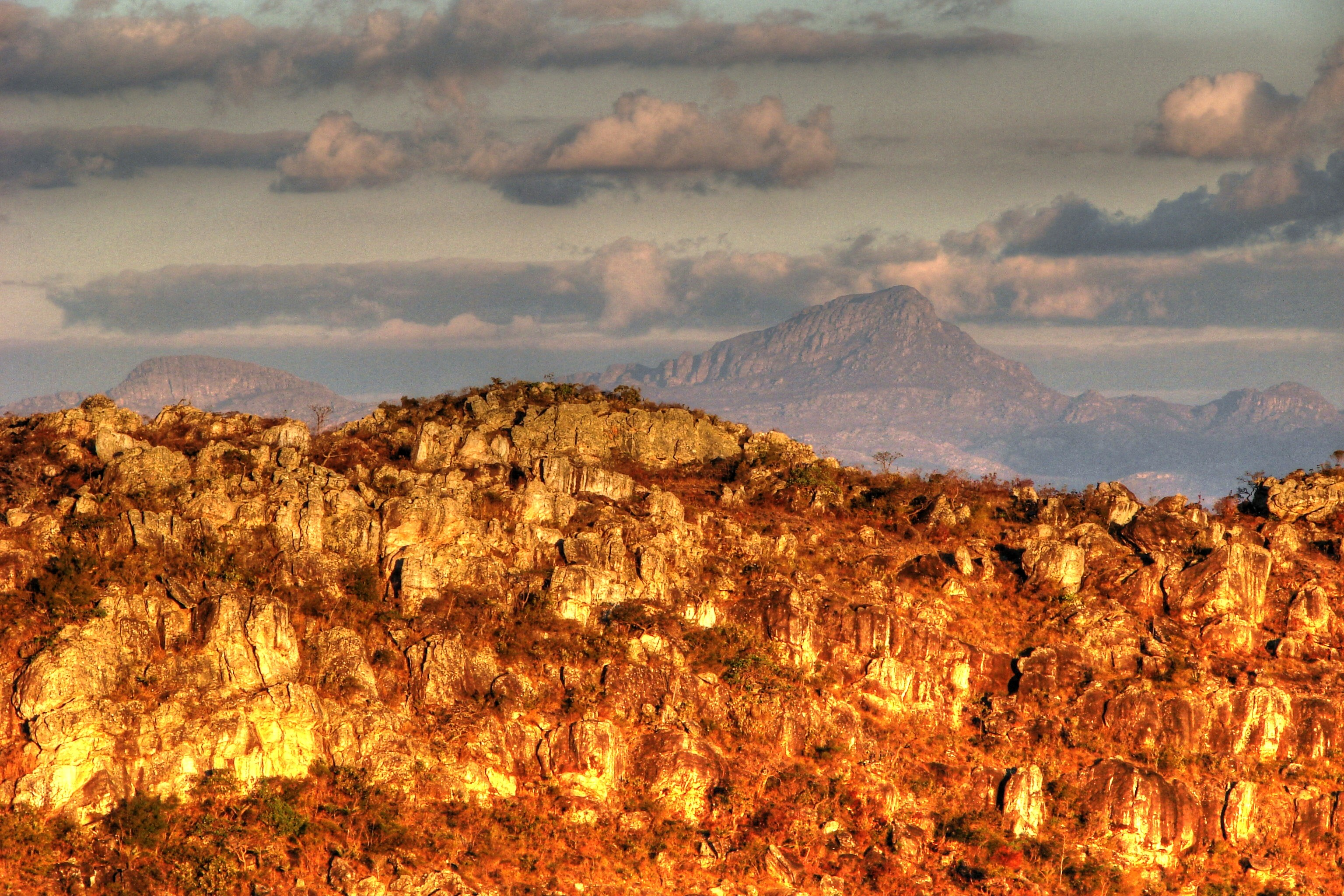
Serra d'Espinhaço a Diamantina

La serra d'Espinhaço es pot considerar l'única serralada de Brasil, ja que és singular en la forma i formació. Duu més d'un bilió d'anys en constant moviment, és una cadena muntanyosa llarga i estreta, entretallada per picos i valls.
Té prop de 1.000 quilòmetres d'extensió, en el sentit latitudinal del Quadrilàter Ferrífer, al Norte de Minas i, després d'una breu interrupció, arriba a la part sud de Bahia. Tot aquest recorregut presenta una diferència mínima de longitud, o siga, l'amplària varia només entre 50 i 100 km. Entre els municipis tallats per la serra d'Espinhaço hi ha Ouro Branco, Ouro Preto, Catas Altas, Caeté, Serro, Diamantina, Botumirim, Grâo Mogol, Itacambira, Porteirinha, Mato Verde, Espinosa, Olhos-d'Água, i Monte Azul.

El punt més alt de la serra és Pico do Sol amb 2.072 metres per sobre del nivell del mar, dins del Parc Natural de Caraça al municipi de Catas Altas, estat de Minas Gerais, parc que també comprén el Pico do Inficionado (2.068 m), el Pico da Carapuça (1.955 m), i el Pico da Canjerana (1.890 m). A més d'aquests, la serra enclou altres cims famosos com el Pico do Itambé (2.002 m) i el Pico do Itacolomi (1.772 m), també a Minas Gerais.